# 玉面飞狐 (1968年电影)
《玉面飞狐》（英語：The Silver Fox）是1968年上映的一部电影，由徐增宏执导，何莉莉等人出演的电影，该电影主要讲述的是侠客青青在复仇的时候遇到的事情。

## 劇情簡介
夏梧与司马秋原本是镖局掌门的义子，然而有一日，司马秋却害死了掌门，谋害夏梧的家人，而后夏梧带着女儿逃走，并在之后决定复仇。
多年过去，夏梧的女儿青青在一次与司马秋的对决中被铁笛书生所救，然而在她回去的时候，却被其父所怀疑……

## 演员
- 虞慧
- 何莉莉
- 张翼
- 田丰
- 马海伦
- 趙心妍
- 黄宗迅
- 李允中
- 顾文宗
- 王清河
- 姜大卫
- 刘家良
- 樊梅生

## 相關連結
- 香港影庫上《玉面飞狐》的資料（繁體中文）
- 豆瓣电影上《玉面飞狐》的資料 （简体中文）
- 互联网电影数据库（IMDb）上《玉面飞狐》的资料（英文）